# きれいな旋律
「きれいな旋律」（-せんりつ）は、KOTOKOの7枚目のシングル。2007年3月7日にジェネオンエンタテインメントから発売された。

## 概要
作曲に元メガデスのギタリスト「マーティ・フリードマン」、作詞に『マリア様がみてる』著者の「今野緒雪」、アレンジに「I've」を迎えたコラボレーションソングとなっている。今野緒雪に作詞を依頼することは、タイアップがOVA『マリア様がみてる 3rdシーズン』の後半であること、前作『Chercher 〜シャルシェ〜』で今野緒雪が作詞を手がけたことによるもの。KOTOKO曰く、「後半の主題歌も、引き続き自分が歌うことになったときから、スタッフ側が構想していた」とのこと。作曲者のマーティ・フリードマン曰く、『マリア様がみてる』シリーズと歌い手であるKOTOKOについて、よく知った上で曲の世界観・イメージを創りあげたとのこと。またマーティは、レコーディングにギターとしても参加している。
初回限定盤にはプロモーションビデオを収録したDVDが同封されている。メインジャケットはKOTOKO、カバージャケットには福沢祐巳と小笠原祥子の姿がそれぞれ描かれている。

## 収録曲
1. きれいな旋律 [3:57]
作詞：今野緒雪／作曲：マーティ・フリードマン／編曲：中沢伴行、井内舞子
  - OVA『マリア様がみてる』第3巻〜第5巻 エンディングテーマ
2. rush [4:10]
作詞・作曲：KOTOKO／編曲：C.G mix
3. きれいな旋律（Instrumental）
4. rush（Instrumental）

## DVD
- 「きれいな旋律」（PV）

### プロモーションビデオキャスト
- KOTOKO
- 梶浦花

### プロモーションビデオスタッフ
- 総合プロデューサー：一法師康孝（FUCTORY RECORDS）
- プロデューサー：石原裕久（DNA)
- ディレクター：森田一平（SALOON）
- エディーター：赤星☆淳哉（Studio Twinkleland）
- カメラ：井村宣昭
- 照明：米沢滋高
- ヘアー&メイク：須賀千尋
- スタイリスト：前田千佳子（MORIS）
- プロダクションマネージャー：上山宣樹・青木夕子（DNA）
- プロダクション：DNA
- ロケ地：BEST BRIDAL Inc.・新浦安アートグレイス・ウエディングコースト
- 総合プロデュース：ジェネオンエンタテインメント・I've